# Studio City
Studio City é um distrito no Vale de São Fernando, região da cidade de Los Angeles, Califórnia, nos Estados Unidos.

## Origem do Nome
Studio City ganhou o seu nome na década de 1920, quando Mack Sennett trouxe seus estúdios de um bairro conhecido como Edendale (próximo a Echo Park) para uma propriedade perto de Colfax Avenue e Ventura Boulevard. O Mack Sennett Studios, foi mais tarde renomeado para Mascot Pictures, Republic Pictures, MTM Enterprises e hoje  Radford DRC Studios.

## Geografia
Studio City está localizado no sudeste do Vale de São Fernando. É ligado a Los Angeles em uma vasta rede de rodovias pela Highway 101. O acesso a outras partes da cidade também é fornecido pela Laurel Canyon Boulevard, Coldwater Canyon Avenue, e Ventura Boulevard/Cahuenga Boulevards. Sua principal via de acesso é Ventura Boulevard, onde a maior parte de sua atividade comercial reside.